# Bonitoa nigra
Bonitoa nigra är en stekelart som beskrevs av Boucek 1993. Bonitoa nigra ingår i släktet Bonitoa och familjen puppglanssteklar. Inga underarter finns listade.